# 岩見沢市野球場
岩見沢市野球場（いわみざわしやきゅうじょう）は、北海道岩見沢市にある野球場。通称「岩見沢市営球場」「岩見沢市営野球場」など。

## 施設概要
- 両翼：98m 中堅122m
- 内野：クレー舗装 外野：天然芝
- 収容人員：7,500人
- 照明：6基

試合のない冬季には、施設外周が歩くスキーのコース（約600m）としても活用されている。

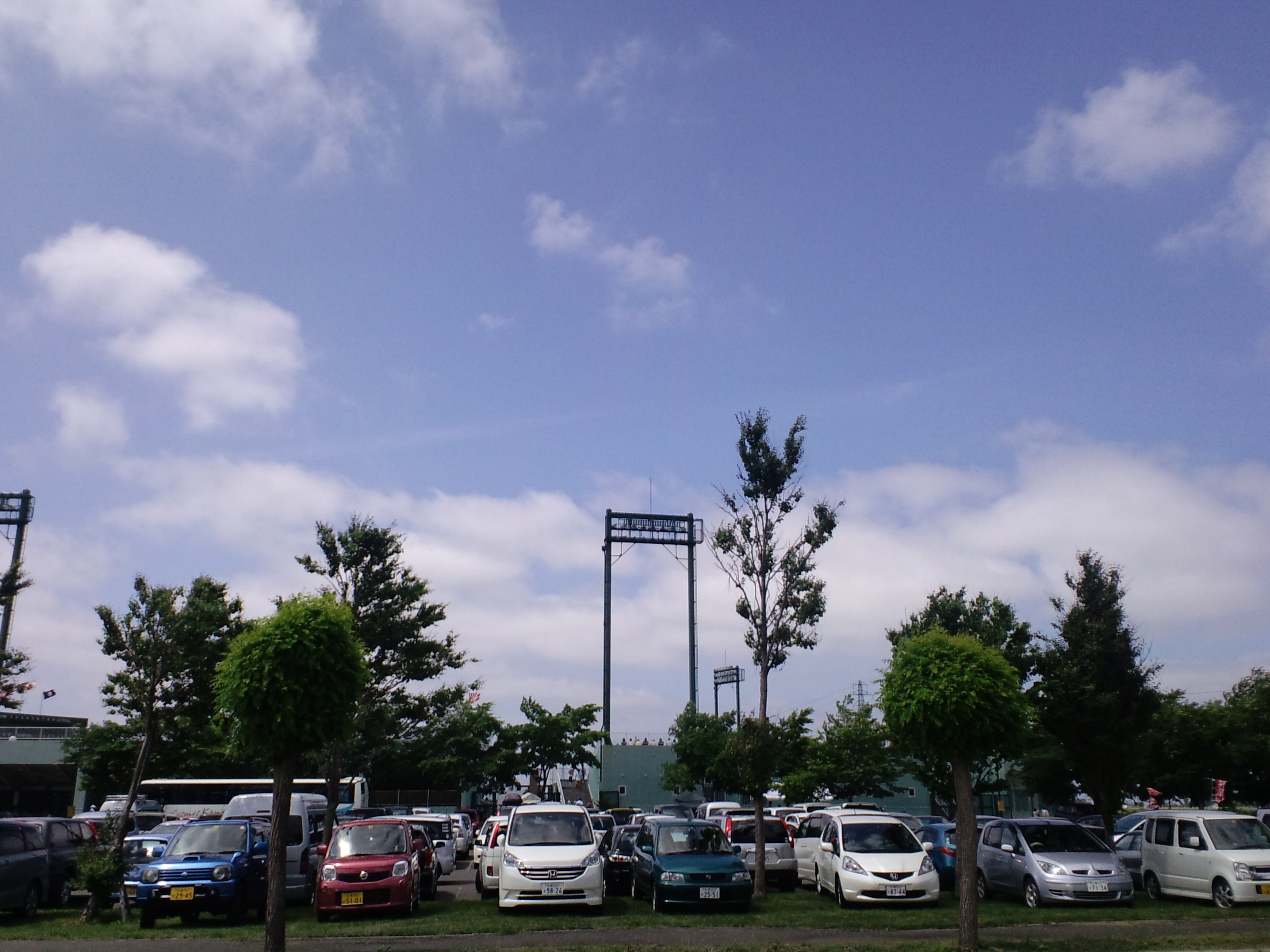
駐車場

## プロ野球開催実績
ファーム
2004年8月1日 イ・北海道日本ハム 8-4 湘南
2018年8月5日 イ・北海道日本ハム 4-2 埼玉西武 観衆6037人

## アクセス
中央バス緑が丘・鉄北循環線、鉄北線で「北4条西20丁目」下車。

## 周辺
- 岩見沢市総合体育館